# Jakob von Sterneck
Jakob Maria Alfred Daublebsky von Sterneck (27 de enero de 1864, Praga - 1941) fue un entomólogo, y botánico austríaco.
Estudió botánica en la Universidad Carolina, a partir de 1886 con Richard Wettstein. En 1922, donó su herbario de 25.000 especímenes a la universidad. Fue autoridad en el género Alectorolophus, sobre la que publicó una monografía en 1901.
A partir de 1904, se interesó por la entomología, especialmente lepidópteros. Hizo varias expediciones de recolección de historia natural, en particular, a Grecia (1910), y a Turquía.

## Algunas publicaciones
- 1901. Monographie Der Gattung Alectorolophus. Reimpreso Kessinger Publ. 2010. 172 pp. ISBN 1162403586, ISBN 9781162403588.

## Honores
- Miembro de la Sociedad Entomológica de Viena
- La abreviatura «Sterneck» se emplea para indicar a Jakob von Sterneck como autoridad en la descripción y clasificación científica de los vegetales.[3]